# Los Angeles Express
De Los Angeles Express (of simpelweg de Express) waren een professioneel Americanfootballteam uit Los Angeles. Ze kwamen uit in de United States Football League (USFL).

## Hall of Famers
De volgende voormalige spelers van de Express zijn opgenomen in de Pro Football Hall of Fame:
- Steve Young (2005)